# Малая Парусовая
Малая Парусовая — река в России, протекает по территории Ямало-Ненецкого автономного округа. Устье реки находится в 27 км по левому берегу реки Парусовая. Длина реки составляет 66 км. В 16 км от устья по левому берегу реки впадает река Сэрытпоры.

## Данные водного реестра
По данным государственного водного реестра России относится к Нижнеобскому бассейновому округу, водохозяйственный участок реки — Таз. Речной бассейн реки — Таз.
Код объекта в государственном водном реестре — 15050000112115300069497.